# Младо-Нагоричане
Мла́до-Нагорича́не (мак. Младо Нагоричане) — село у Північній Македонії, адміністративний центр общини Старо-Нагоричане Північно-Східного регіону.
Населення — 1292 особи (перепис 2002) в 409 господарствах.